# Лисоґура
Лисоґура (пол. Łysogóra, нім. Keppurdeggen) — село в Польщі, у гміні Дубенінки Ґолдапського повіту Вармінсько-Мазурського воєводства.
У 1975-1998 роках село належало до Сувальського воєводства.